# Ariadna boesenbergi
Ariadna boesenbergi är en spindelart som beskrevs av Eugen von Keyserling 1877. Ariadna boesenbergi ingår i släktet Ariadna och familjen sexögonspindlar. Inga underarter finns listade i Catalogue of Life.